# Campionati statunitensi di sci alpino 1978
I Campionati statunitensi di sci alpino 1978 si disputarono a Whiteface Mountain nel mese di febbraio; furono assegnati i titoli di discesa libera, slalom gigante e slalom speciale, sia maschili sia femminili.

## Risultati

### Uomini

#### Discesa libera
| Pos. | Atleta        | Nazione     |
| ---- | ------------- | ----------- |
| 1    | Karl Anderson | Stati Uniti |
| 2    | ?             | ?           |
| 3    | ?             | ?           |

#### Slalom gigante
| Pos. | Atleta     | Nazione     |
| ---- | ---------- | ----------- |
| 1    | Phil Mahre | Stati Uniti |
| 2    | ?          | ?           |
| 3    | ?          | ?           |

#### Slalom speciale
| Pos. | Atleta | Nazione |
| ---- | ------ | ------- |
| 1    | ?      | ?       |
| 2    | ?      | ?       |
| 3    | ?      | ?       |

### Donne

#### Discesa libera
| Pos. | Atleta       | Nazione     |
| ---- | ------------ | ----------- |
| 1    | Cindy Nelson | Stati Uniti |
| 2    | ?            | ?           |
| 3    | ?            | ?           |

#### Slalom gigante
| Pos. | Atleta            | Nazione     |
| ---- | ----------------- | ----------- |
| 1    | Becky Dorsey      | Stati Uniti |
| 2    | Christin Cooper   | Stati Uniti |
| 3    | Viki Fleckenstein | Stati Uniti |

#### Slalom speciale
| Pos. | Atleta       | Nazione     |
| ---- | ------------ | ----------- |
| 1    | Becky Dorsey | Stati Uniti |
| 2    | ?            | ?           |
| 3    | ?            | ?           |